# Lockheed L-14 Super Electra

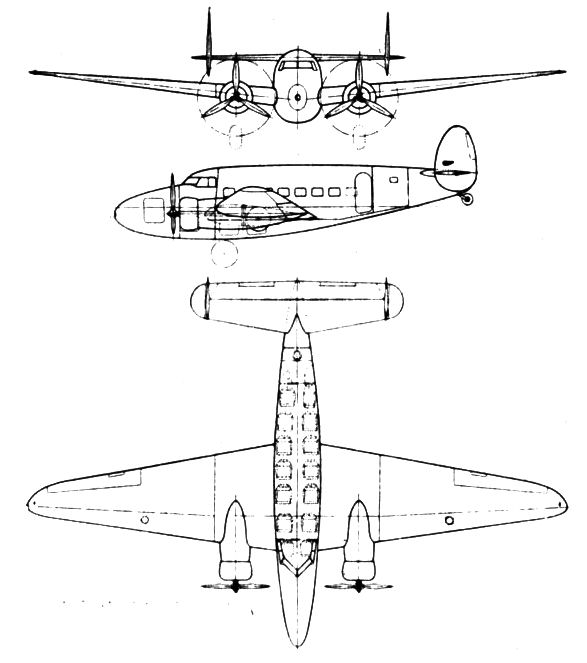
Lockheed 14-H

De Lockheed L-14, bijgenaamd Super Electra is een vliegtuig van de Amerikaanse fabrikant Lockheed gebouwd in de jaren 30 van de twintigste eeuw.

## Ontwerp
De L-14 Super Electra was een doorontwikkeling van de L-10 Electra en L-12. Het model was van de hand van ontwerper Don Palmer en de machine vloog voor het eerst op 29 juli 1937. Het was ontworpen voor 14 passagiers en was een concurrent van de wat grotere Douglas DC-3. In totaal bouwde Lockheed 114 Super Electra's waarvan de eerste in gebruik werd genomen door Northwest Airlines in oktober 1937. Dertig exemplaren werden verkocht aan Japan, dat een licentie kreeg en waar er nog 119 van werden gebouwd.
De L-14 was het eerste verkeersvliegtuig dat was uitgerust met  zogenaamde Fowler flaps, grote welvingskleppen achteraan de vleugels die uitklapten bij de landing en zorgden voor extra liftkracht. De flaps werden hydraulisch aangedreven, evenals het intrekbare landingsgestel.

## Gebruikers
Het toestel was verkrijgbaar met verschillende motoren. Het model met twee Wright Cyclones van 760 pk was speciaal voor de export bedoeld en werd gekocht door de KLM en de KNILM (11 stuks), British Airways Ltd (8) (niet te verwarren met het huidige British Airways) en Aer Lingus (2). Het model met twee Pratt & Whitney Hornets (750 tot 850 pk) werd verkocht aan LOT Polish Airlines (10), Trans-Canada Air Lines (16), Northwest Airlines (9), Air Afrique (5), DETA in de Portugese kolonie Mozambique (3), LAV (Venezuela) (2) en enkele privéklanten.
De Super Electra werd geen groot succes in vergelijking met de DC-3, maar van de militaire versie, de Lockheed Hudson, werden er 2941 exemplaren gebouwd tussen 1938 en 1943. 

## Super Electra bij de KLM en KNILM
De KLM was de eerste niet-Amerikaanse maatschappij die de Super Electra aanschafte. In totaal werden zes machines gekocht. Vier daarvan gingen direct naar het West-Indische bedrijf (PJ-AIK Kolibrie, PJ-AIM Meeuw, PJ-AIP Parkiet, PJ-AIT Troepiaal). De PJ-AIP "Parkiet" crashte op 22 augustus 1942 vlak na de start van vliegveld Piarco op Trinidad. Alle 13 inzittenden kwamen om het leven.
Twee machines werden in Nederland afgeleverd. De PH-APE "Ekster" crashte op 9 december 1938 tijdens een lesvlucht bij Schiphol. De KNILM vloog vijf Lockheed 14's, waarvan er een verloren ging toen beide motoren faalden bij het opstijgen op 22 januari 1940. De vier overige konden naar Australië gevlogen worden bij de Japanse invasie van 1942.

## Howard Hughes
In juli 1938 vloog Howard Hughes, vergezeld van luitenants Connor en Thurlow, boordwerktuigkundige Lund en radio-operator Stoddard, met een Lockheed 14 met Wright Cyclone-motoren "rond de wereld" - eigenlijk rond het noordelijk halfrond - in drie dagen en 19 uur, van New York naar New York, met tussenstops in Parijs, Moskou, Omsk, Jakoetsk, Fairbanks, en Minneapolis. De totale afstand was ongeveer 24.000 kilometer; dus geen echte vlucht "rond de wereld", zoals het in de advertenties werd voorgesteld. Het toestel had extra brandstoftanks aan boord en had minder vensters dan het standaardmodel. 